# Sindrome de dispersión de semilla
El síndrome de dispersión de semillas involucran características morfológicas de las semillas que se correlacionan con agentes de dispersión de semillas específicos. La dispersión es el evento por el cual los individuos se desplazan del sitio de sus padres para establecerse en una nueva zona. Un dispersor de semillas es el vector por el cual una semilla se mueve desde su progenitor hasta el lugar de descanso donde se establecerá el individuo, por ejemplo un animal. De manera similar al término síndrome, una diáspora es una unidad funcional morfológica de una semilla con fines de dispersión.
Los síndromes de dispersión de semillas generalmente se caracterizan por el color, la masa y la persistencia del fruto. Estas características del síndrome generalmente se asocian con semillas frutales. Los frutos son recipientes para semillas y están formados por tejido rico en nutrientes que alimenta a los animales. Sin embargo, la pulpa no se usa comúnmente para los síndromes de dispersión de semillas porque su valor nutricional no mejora el éxito de la dispersión de semillas. Los animales interactúan con estas frutas porque son una fuente de alimento común para ellos. Aunque no todos los síndromes de dispersión de semillas tienen frutos porque no todas las semillas son dispersadas por animales. Se necesitan condiciones biológicas y ambientales adecuadas de los síndromes de dispersión para la dispersión de semillas y el éxito de la invasión, como la temperatura y la humedad.
El síndrome de dispersión de semillas se acompaña del síndrome de polinización. Los síndromes de polinización se definen como características florales que atraen a organismos como polinizadores. Se consideran similares porque ambos implican interacciones entre plantas y animales que aumentan el éxito reproductivo de una planta. Sin embargo, los síndromes de dispersión de semillas ocurren con más frecuencia en gimnospermas y los síndromes de polinización ocurren en angiospermas. Las semillas se dispersan para aumentar el éxito reproductivo de la planta. Cuanto más lejos esté una semilla de su progenitor, mayores serán sus posibilidades de supervivencia y germinación. Por lo tanto, una planta debe seleccionar ciertos rasgos para aumentar la dispersión por un vector (es decir, un pájaro) para aumentar el éxito reproductivo de la planta.

## Evolución
Las semillas han desarrollado rasgos para recompensar a los animales y mejorar su capacidad de dispersión.Los diferentes comportamientos de alimentación de los animales pueden conducir a la selección de rasgos de dispersión y variaciones espaciales como: B. La producción de semillas puede verse limitada al aumentar el tamaño de las semillas debido a la dispersión de los mamíferos. Algunos síndromes de semillas limitan la producción de semillas debido a los costos para la planta. Por lo tanto, cuando los beneficios de un rasgo superan los costos, una planta experimentará el síndrome de dispersión de semillas. Los propios dispersores de semillas desempeñan un papel esencial en la evolución del síndrome. Por ejemplo, las aves ejercen una fuerte presión de selección sobre las semillas para determinar el color de los frutos debido a su visión mejorada. Ejemplos de tal evolución del color incluyen el color verde que se produce porque su capacidad de fotosíntesis es menos costosa, mientras que el color rojo surge como un subproducto para la protección contra los artrópodos.
Se deben cumplir varias condiciones para que se produzcan diferencias visibles de propiedades entre dispersantes y no dispersantes. 1. La especialización, ya sea morfológica, fisiológica o conductual, debería mejorar el éxito de la dispersión. 2. La energía necesaria para la dispersión se resta de la energía necesaria para otras funciones. 3. Las características de dispersión benefician más a las áreas distribuidas que a las no dispersas. Las diferencias fenotípicas (rasgos visibles) entre dispersores y no dispersores pueden ser causadas por factores externos, competencia entre parientes, competencia intraespecífica y calidad del hábitat.

## Historia
En 1930, Ridley escribió un importante libro llamado La dispersión de plantas en todo el mundo, en el que se detalla cada forma de dispersión; dispersión por el viento, agua, animales, aves, reptiles y peces, adhesión y personas. Detalla la morfología y los rasgos de cada método de dispersión, que luego se describen como síndromes de dispersión de semillas. Esto inició la idea de que la selección de rasgos de semillas se asociara con una forma de dispersión de semillas. Luego, en 1969, van der Pijl identificó los síndromes de dispersión de semillas basándose en cada mecanismo de dispersión de semillas en su libro Principios de dispersión en plantas superiores. Es el pináculo de los síndromes de dispersión de semillas y es citado por muchos científicos que estudian los síndromes de dispersión de semillas. Describe la morfología de las interacciones entre frutos y flores, y clasifica la dispersión en invertebrados, peces, reptiles, aves, mamíferos, hormigas, viento, agua y la propia planta. Janson en 1983 continuó el estudio sobre los síndromes de dispersión de semillas y clasificó los síndromes de dispersión de semillas de frutos por tamaño, color y cáscara o sin cáscara en especies del bosque tropical peruano. Profundizó en la interacción entre plantas que se han adaptado a la dispersión de semillas por parte de aves y mamíferos. Willson, Irvine y Walsh en 1989 agregaron más factores al estudio de los síndromes de dispersión de semillas y observaron diferentes frutos carnosos y su correlación con la humedad y diferentes factores ecológicos. Observaron la dispersión de aves y mamíferos y cómo los frutos diferían en los síndromes de dispersión, como el color y el tamaño. Estos científicos comenzaron la teoría y las ideas detrás de los síndromes de dispersión de semillas que son cruciales para la evolución de la reproducción en las plantas.

## Tipos y funciones
Los síndromes de dispersión se han clasificado previamente por: tamaño, color, peso, protección, tipo de pulpa, número de semillas, peso y tiempo de inicio de maduración. Los síndromes suelen estar asociados al tipo de dispersión y morfología. También la composición química puede influir en la elección del fruto por parte del dispersor. Los siguientes son tipos de dispersión de semillas y sus síndromes.

### Anemocoria

Ejemplo de síndrome de anemocoria

La anemocoria se define como la dispersión de semillas por el viento. Los síndromes de dispersión comunes de la anemocoria son estructuras de alas y semillas de color marrón u opaco sin más recompensas. Van der Pijl nombró semillas con anemocoria voladora, rodante o lanzadora para representar los síndromes de dispersión de semillas y su comportamiento. Los volantes suelen clasificarse como diásporas de polvo, globos, emplumados o alados. Las diásporas de polvo son pequeñas estructuras planas sobre las semillas que parecen ser la transición a diásporas en forma de alas, los globos son características de las semillas infladas y los penachos son pelos o características de elongación de las semillas. Las alas han evolucionado para aumentar la distancia de dispersión y promover el flujo de genes. La anemocoria se encuentra comúnmente en hábitats abiertos, árboles con dosel, y bosques caducifolios de estación seca. Los dispersores eólicos maduran en la estación seca para lograr una dispersión óptima a grandes distancias para aumentar el éxito de la germinación.

### Barocoria
La barocoria es la dispersión de semillas únicamente por gravedad, en la que las semillas de una planta caen debajo de la planta madre. Estas semillas comúnmente tienen síndromes de fuerte dispersión de semillas. Sin embargo, las semillas pesadas pueden no ser una forma de síndrome de dispersión de semillas, sino una característica aleatoria de las semillas que no tiene ningún propósito de dispersión. Se ha pensado que la barocoria no desarrolla un síndrome de dispersión de semillas porque no selecciona caracteres para mejorar la dispersión. Es cuestionable si la barocoria es dispersión.

### Hidrocoria
La hidrocoria es la dispersión de semillas por agua. Las semillas pueden dispersarse por la lluvia o el hielo o sumergirse en agua. Las semillas dispersadas por el agua deben tener la capacidad de flotar y resistir el daño del agua. A menudo tienen pelos para ayudar a agrandarse y flotar. Otras características que provocan la flotación son el espacio aéreo, los tejidos ligeros y los tejidos corchosos. Los síndromes de hidrocoria son más comunes en las plantas acuáticas.

### Zoocoria
La zoocoria es la dispersión de semillas por parte de los animales y se puede dividir en tres clases.
1. La endozoocoria es la dispersión de semillas por ingestión y defecación de una semilla por parte de animales. En un comportamiento mutualista, el animal es recompensado con fruta nutritiva mientras dispersa inofensivamente la semilla o semillas, aumentando así su aptitud y sus posibilidades de supervivencia.
2. La sinzoocoria es la dispersión de diásporas por las piezas bucales de los animales, y
3. La epizoocoria es la dispersión accidental por parte de los animales.[13] Las diferentes características de los síndromes zoocorios incluyen frutas coloreadas, frutas perfumadas y diferentes texturas para diferentes animales.

Las características del síndrome de endozoocoria se desarrollarán en función de la palatabilidad de la fruta por parte de un organismo. Por ejemplo, los mamíferos se sienten atraídos por el olor de una semilla y los pájaros se sienten atraídos por el color. Los síndromes de endozoocoria han evolucionado para ser ingeridos por animales y luego evitados en un nuevo entorno para que la semilla pueda germinar. La sinzoocoria debe poseer una piel dura para proteger las semillas del daño de las piezas bucales; por ejemplo, picos afilados en animales como pájaros o tortugas. La epizoocoria comúnmente tiene rebabas o espinas para transportar semillas en el exterior de los animales. Estos síndromes están altamente asociados con animales que tienen pelaje,  mientras que las semillas que dispersan los reptiles carecerían de rebabas debido a su piel suave. Se cree que no todos los animales que interactúan con los frutos de las plantas son dispersores porque algunos animales no aumentan la dispersión exitosa de las semillas sino que las consumen y destruyen. Por tanto, algunos animales son dispersores y otros consumidores.

### Mammalocoria
Mammalocoria es específicamente la dispersión de semillas por parte de los mamíferos. Los síndromes de dispersión de la mamíferocoria incluyen frutos grandes y carnosos, frutos verdes o de color opaco y con o sin cáscara. Las semillas suelen tener más protección para evitar la destrucción mecánica. Los mamíferos dependen más del olfato que de la vista para buscar alimento, lo que hace que las semillas que dispersan sean más perfumadas en comparación con las semillas dispersadas por las aves. Las semillas dispersadas por animales maduran en la temporada de lluvias, cuando la actividad de búsqueda de alimento es alta, lo que da como resultado diásporas carnosas. Los mamíferos consumen frutos enteros o en trozos más pequeños, lo que explica los síndromes de semillas más grandes. Los síndromes de mamalocoria pueden aumentar el éxito reproductivo de la planta en comparación con los síndromes de dispersión de semillas de una planta asociados con la barocoria, por ejemplo. Un ejemplo de síndromes de dispersión de semillas asociados con mamíferos que aumenta el éxito reproductivo serían los roedores consumidores de semillas que aumentan la germinación al enterrarlas.

### Ornitocoria
La ornitocoria es la dispersión de semillas por las aves. Las características comunes del síndrome incluyen frutos pequeños, carnosos, de colores brillantes y sin cáscara. La ornitocoria es común en zonas templadas e islas oceánicas debido a la ausencia de mamíferos nativos. Las aves tienen una mayor visión de los colores y tragan semillas y frutos enteros, lo que explica las características pequeñas y coloreadas de los síndromes de dispersión. Las aves tienen un sentido del olfato débil, por lo tanto, los síndromes de ornitocoria se especializarían más en el color que en el olor, en comparación con la mamíferocoria. La ornitocoria puede aumentar el éxito reproductivo de una planta porque el tracto digestivo de un ave aumenta la germinación de las semillas después de que el ave las ha evitado y dispersado.

### Mirmecocoria
La mirmecocoria es la dispersión de semillas por las hormigas. La mirmecocoria se considera una relación mutualista hormiga-planta. Los rasgos del síndrome común de la mirmecocoria son los elaiosomas y, a menudo, son duros y difíciles de dañar. Los elaiosomas son estructuras que atraen a las hormigas porque tienen un alto contenido de lípidos, lo que proporciona nutrientes importantes para la hormiga. Sin hormigas, la dispersión de semillas se vuelve barroca y el éxito de la dispersión disminuye. Se debate si las hormigas son buenas dispersoras y si las plantas seleccionarían para la dispersión de hormigas. Las hormigas interactúan claramente con las semillas, sin embargo, no pueden viajar distancias muy largas. Por lo tanto, una planta seleccionaría un pájaro en lugar de una hormiga cuando las aves pueden dispersar semillas mucho más lejos que las hormigas, aumentando el éxito reproductivo de una planta.

## Problemas
Algunos científicos se muestran escépticos sobre la existencia real de los síndromes de dispersión de semillas, porque sus paralelos, los síndromes de polinización, a menudo son cuestionados en la literatura científica. Los síndromes de dispersión de semillas no parecen suscitar mucho desacuerdo entre los científicos. No está claro si esto se debe a la falta de investigación o interés en los síndromes de dispersión de semillas, o si los científicos están de acuerdo con la idea de los síndromes de dispersión de semillas. También puede ser que los síndromes de dispersión de semillas sean más difíciles de probar porque una vez que las semillas se dispersan son difíciles de recolectar y estudiar. Jordano (1995) afirma que la evolución de las características del fruto para el éxito de la dispersión de semillas depende únicamente del diámetro. Ésta es la perspectiva de un científico, pero no parece ser el consenso común entre los científicos. El color y el olfato son otros síndromes comunes de dispersión de semillas probados y discutidos en la literatura científica, con resultados equívocos. Una posible razón es que la variación adaptativa en los colores de los frutos podría depender de la escala, ocurriendo sólo en escalas taxonómicas amplias en lugar de dentro de conjuntos de especies frutales dispersadas por aves o mamíferos. Una limitación de los síndromes de dispersión de semillas mencionada son las definiciones limitadas de las características del síndrome, como el olor o la textura. Es posible que no se hayan realizado suficientes investigaciones para probar estas características o que no desempeñen un papel en los síndromes de dispersión de semillas.
Las diferencias en los síndromes de dispersión de semillas parecen débiles, pero existen. Es necesario considerar la posibilidad de que estos síndromes evolucionaran no para beneficiar la dispersión de semillas sino para combatir otras presiones selectivas. Por ejemplo, es posible que se hayan desarrollado síndromes para combatir la depredación o los peligros ambientales. La depredación podría producir un síndrome de metabolito secundario. Los metabolitos secundarios son compuestos que no se utilizan para la función primaria de una planta y normalmente se utilizan como mecanismos de defensa.

## Más investigación
Los síndromes de dispersión de semillas no se han estudiado en profundidad para todos los métodos de dispersión de semillas. Por lo tanto, se deben realizar más investigaciones para llenar los vacíos de conocimiento sobre los síndromes de dispersión. Las siguientes son áreas problemáticas o direcciones en las que la investigación puede continuar en el estudio de los síndromes de dispersión de semillas. Existe una falta de comprensión de la morfología en correlación con los rasgos de comportamiento de los dispersores. La investigación en esta área ayudaría a comprender por qué las plantas seleccionan dispersores particulares para mejorar el éxito reproductivo. Además, comprender las estrategias de movimiento de los factores que afectan la salida hacia el asentamiento es importante para determinar si los síndromes de dispersión de semillas solo se ven afectados por la selección de plantas para un dispersor. Existen pocos estudios sobre la dispersión dependiente del fenotipo y cómo afecta las estructuras espaciales de las poblaciones. La distancia de dispersión no se investiga con suficiente detalle como para correlacionarla con un síndrome de dispersión de semillas. Es necesario realizar más estudios de campo experimentales sobre las interacciones planta-animal con respecto a la dispersión de semillas para comprender a fondo los síndromes de dispersión de semillas. Existe un conocimiento limitado sobre la presencia de elaisomas y el comportamiento de las hormigas que afectan la dispersión de semillas, y cómo evolucionaron las interacciones entre hormigas y plantas bajo diversos rasgos de las plantas. Comprender estas interacciones ayudaría a aclarar si la mirmecocoria evolucionó en síndromes de dispersión de semillas. Se necesitan procesos micro y macroevolutivos para determinar los efectos de la dispersión biológica de semillas. No puede haber inferencias sobre los síndromes de dispersión de semillas sin filogenias sólidas y estudios evolutivos. También existe una brecha en la comprensión de las consecuencias genéticas de la zoocoria. El uso de la genética podría ayudar a aclarar si estos síndromes se formaron al azar o si corresponden a la evolución de la dispersión de semillas. No está claro si estos síndromes de dispersión de semillas evolucionaron para la especialización entre plantas y animales para aumentar el éxito de la dispersión de semillas o si estos síndromes simplemente se forman a partir de interacciones generalistas entre plantas y animales. Comprender estas relaciones aclararía la confusión sobre los síndromes de dispersión de semillas y si son verdaderos ejemplos de evolución que aumentan el éxito reproductivo de las plantas o si se han desarrollado sin presiones selectivas.